# عبور (الديس)
'

تعديل مصدري - تعديل

عبور هي إحدى قرى عزلة الديس بمديرية الديس التابعة لمحافظة حضرموت، بلغ تعداد سكانها 182 نسمة حسب تعداد اليمن لعام 2004.